# Chico Tabibuia
Chico Tabibuia, pseudônimo de Francisco Moraes da Silva (Silva Jardim, 20 de outubro de 1936 — Casimiro de Abreu, 17 de maio de 2007), foi um artista plástico e escultor autodidata brasileiro.
Bisneto de escravos, Chico no final da década de 1970 passa a esculpir com maior regularidade; sua arte tem como principal destaque obras arquética que mesclam teor erótico e religiões de matriz africana, notadamente a umbanda. Entre os 13 e 17 anos de idade, em companhia de sua mãe, Chico frequentou um terreiro de Umbanda, e nele foi um “cambono” - função esta que que vem a auxiliar a entidade, trabalhando como um intérprete entre a entidade e o consulente.
Passou a esculpir a partir de diferentes tipos de madeiras, entre elas oiticica, sangue-de-burro, mangue, cedro, vinhático, jaqueira e guanandi-carvalho.
De modo geral, suas esculturas são realizadas em madeira interiça, sem emendas ou encaixes. No aspecto religioso, tem destaque as imagens de exus. Em suas esculturas tem importância padrões fálicos e seres femininos, masculinos e, em alguns casos, hermafroditas. Tabibuia, para realizar suas obras, se inspira no conjunto de imagens, de pensamentos ou de fantasias que se apresentam à sua mente durante o sono.
Além das esculturas, Chico também fez móveis rústicos para vende-los na região. O seu pseudônimo "Tabibuia" teve origem na árvore tabebuia que é típica da Mata Atlântica, cuja madeira era usada por Chico na produção de tamancos, lápis e outras peças de uso cotidiano que ele fabricava para vender e conseguir obter alguma renda.
O professor Paulo Pardal, diretor da Casa-Museu de Casimiro de Abreu, em Barra de São João, foi o grande mecenas que estimulou a obra artística de Chico Tabibuia, quando ele já pensava em desistir de esculpir suas obras. Pardal promoveu exposições e eternizou suas obras publicando-as em um livro de Artes, além de ter formado uma vasta coleção artística com parte das obras produzidas por Tabibuia.name="ArtRio"/>
As obras de Tabibuia foram exibidas nacionalmente em locais do porte do Museu de Arte Moderna de São Paulo (MAM/SP) e no Museu Nacional de Belas Artes (MNBA), no Rio de Janeiro. Internacionalmente, suas obras também foram destaque, como o Grand Palais, em Paris, além de  mostras no Japão, Estados Unidos, Itália e Espanha.